# Robert Trapp
Robert Trapp, född 7 juni 1802 i Åbo, död 21 mars 1875 i Helsingfors, var en finländsk politiker. Han var son till Kristian Trapp och bror till Carl Wilhelm Trapp.
Trapp var bland annat chef för senatens militieexpedition 1858–1862 och för kammarexpeditionen 1862–1865 och 1867–1871. Han tilldelades geheimeråds titel 1859 och adlades von Trapp 1868 (ätten är numera utdöd).

## Utmärkelser
- Sankt Stanislausorden, tredje klass,  1841[1]
- Sankt Annas orden, tredje klass,  1845[1]
- Sankt Annas orden, andra klass,  1851[1]
- Sankt Vladimirs orden, tredje klass,  1858[1]
- Sankt Stanislausorden, första klassen,  1861[1]
- Sankt Annas orden, första klass,  1866[1]

[Redigera Wikidata]